# Mouchamps
Mouchamps là một xã ở tỉnh Vendée trong vùng Pays de la Loire, Pháp. Xã này có diện tích 55 km², dân số năm 2006 là 2569 người. Xã này nằm ở khu vực có độ cao trung bình 100mét trên mực nước biển.
Các đơn vị giáp ranh:
- Les Herbiers
- Saint-Paul-en-Pareds
- Le Boupère
- Rochetrejoux
- Saint-Prouant
- Saint-Germain-de-Prinçay
- Saint-Vincent-Sterlanges
- Sainte-Cécile
- L'Oie
- Vendrennes

## Biến động dân số
| Năm | 1962  | 1968  | 1975  | 1982  | 1990  | 1999  | 2006  |
| --- | ----- | ----- | ----- | ----- | ----- | ----- | ----- |
| Dân số | 2 314 | 2 434 | 2 235 | 2 293 | 2 398 | 2 443 | 2 569 |
| From the year 1962 on: No double counting—residents of multiple communes (e.g. students and military personnel) are counted only once. |       |       |       |       |       |       |       |